# 切爾尼伊夫
48°51′25″N 24°43′2″E / 48.85694°N 24.71722°E
切爾尼伊夫（羅馬化：Cherniiv）是烏克蘭西部的村莊，隸屬伊萬諾-弗蘭科夫斯克州的伊萬諾-弗蘭科夫斯克區。該村始建於1387年，面積23.4平方公里，2012年人口3,801，人口密度每平方公里170.1人。